# La Roche (Fribourg)
Pour les articles homonymes, voir La Roche.
La Roche ( en patois fribourgeois) est une localité et une commune suisse du canton de Fribourg, située à l'extrême nord du district de la Gruyère à égale distance des villes de Bulle et Fribourg. Ses habitants sont appelés Rochois.

## Géographie
La Roche mesure 2 409 ha. 4,0 % de cette superficie correspond à des surfaces d'habitat ou d'infrastructure, 47,1 % à des surfaces agricoles, 47,0 % à des surfaces boisées et 1,9 % à des surfaces improductives.
La Roche est limitrophe de Hauteville, Le Mouret, Plasselb, Pont-la-Ville, Treyvaux et Val-de-Charmey.

## Démographie
La Roche compte 1 829 habitants en 2022. Sa densité de population atteint 76 hab./km2.
Le graphique suivant résume l'évolution de la population de La Roche entre 1850 et 2008 :

## Ecole et formation
Les élèves de La Roche sont scolarisés dans le cercle scolaire de La Roche / Pont-la-Ville. Les sièges scolaires pour les écoles maternelles et primaires sont répartis sur les deux communes, et une répartition par classes est effectuée au début de chaque année scolaire.
Le cycle d'orientation des élèves de La Roche et des autres communes de la basse Gruyère se trouve à Riaz. Quant à la formation post-obligatoire, les élèves de La Roche sont scolarisés avec tous les autres élèves du sud du canton, au Collège du sud sis à Bulle.

## Administration
L'administration communale de La Roche est sise à la Route de la Gruyère 9.
L'organe législatif de la commune est l'assemblée communale. Conformément à l'article 11 de la loi fribourgeoise sur les communes, celle-ci est convoquée deux fois par année. 
L'organe exécutif est représenté par le Conseil communal. Ses sept membres, tous membres de la liste "entente villageoise", ont été élus en 2021et sont en charge pour une période de 5 ans. 
Le tableau suivant présente les résultats des élections communales de 2021 pour la commune de La Roche : 
| Nom      | Prénom   | m/f | Année | Domicile    | Parti               | Sortant-e | Suffrages |
| -------- | -------- | --- | ----- | ----------- | ------------------- | --------- | --------- |
| Brodard  | Xavier   | m   | 1984  | La Roche FR | Entente villageoise | Oui       | 488       |
| Gaillard | Bertrand | m   | 1973  | La Roche FR | Entente villageoise | Oui       | 512       |
| Kolly    | Fabien   | m   | 1984  | La Roche FR | Entente villageoise |           | 527       |
| Michoud  | Jämes    | m   | 1958  | La Roche FR | Entente villageoise |           | 511       |
| Moret    | Thierry  | m   | 1971  | La Roche FR | Entente villageoise | Oui       | 504       |
| Raemy    | Claude   | m   | 1983  | La Roche FR | Entente villageoise | Oui       | 525       |
| Yerly    | Isabelle | f   | 1971  | La Roche FR | Entente villageoise | Oui       | 487       |

Le 5 février 2024, M. Gionata Carmine a été élu au conseil communal en remplacement du démissionnaire M. Claude Raemy. 
Le syndic de la Commune est Bertrand Gaillard, également député au Grand Conseil du Canton de Fribourg dans les rangs du Centre.

## Transports publics
La Roche se situe sur les lignes 234 (Fribourg-Bulle), 235 (La Roche-Pont-la-Ville) et 245 (Fribourg-Charmey) des Transports publics fribourgeois.

## Histoire
La commune de La Roche possède une histoire ancienne qui remonte au Moyen Âge. Elle était le centre d'une seigneurie du même nom, englobant la vallée s'étendant entre le Cousimbert et les collines de la Combert, ainsi que Pont-la-Ville. Le château fort des seigneurs de La Roche est mentionné dès 1164. Des vestiges de cette époque, comme des ruines du château, témoignent de cette période historique. La Roche a également fait partie de la principauté épiscopale de Lausanne jusqu'en 1536, puis du bailliage de Bulle jusqu'en 1798.

## Personnalité
- Mathilde Gremaud, championne olympique de freestyle, a grandi à La Roche

## La Roche au cinéma
- Chronique paysanne en Gruyère, documentaire réalisé par Jacqueline Veuve en 1989-1990 et sorti en 1991